# Copa de la Lliga hongaresa de futbol
La Copa de la Lliga hongaresa de futbol (Magyar Ligakupa) fou una competició anual per eliminatòries de futbol a Hongria. Va ser creada l'any 2007 i cancel·lada al cap de vuit anys, el 2015.

## Historial
L'historial de la competició és el següent:
| Temporada | Campió      | Resultat  | Finalista |
| --------- | ----------- | --------- | --------- |
| 2007-08   | Videoton    | 1-0 / 2-0 | Debrecen  |
| 2008-09   | Videoton    | 3-1       | Pécsi FC  |
| 2009-10   | Debrecen    | 2-1       | Paks      |
| 2010-11   | Paks        | 1-2 / 3-0 | Debrecen  |
| 2011-12   | Videoton    | 3-0       | Kecskemét |
| 2012-13   | Ferencváros | 5-1       | Videoton  |
| 2013-14   | Diósgyőr    | 2-1       | Videoton  |
| 2014-15   | Ferencváros | 2-1       | Debrecen  |

## Palmarès
| Equip       | Campió | Finalista | Anys campió               | Anys finalista            |
| ----------- | ------ | --------- | ------------------------- | ------------------------- |
| Videoton    | 3      | 2         | 2007-08, 2008-09, 2011-12 | 2012-13, 2013-14          |
| Ferencváros | 2      | -         | 2012-13, 2014-15          | -                         |
| Debrecen    | 1      | 3         | 2009-10                   | 2007-08, 2010-11, 2014-15 |
| Paks        | 1      | 1         | 2010-11                   | 2009-10                   |
| Diósgyőr    | 1      | -         | 2013-14                   | -                         |
| Pécsi       | -      | 1         | -                         | 2008-09                   |
| Kecskemét   | -      | 1         | -                         | 2011-12                   |